# Новочеркасский расстрел
«Новочерка́сский расстре́л», также «Новочеркасский бунт» — название исторических событий, произошедших в городе Новочеркасске Ростовской области РСФСР 1—3 июня 1962 года в результате забастовки рабочих Новочеркасского электровозостроительного завода им. С. М. Будённого (НЭВЗ) и других горожан в ответ на повышение цен.
Выступление было подавлено силами милиции, армии и КГБ СССР, а вся информация о новочеркасских событиях, в том числе о количестве погибших и раненых, была засекречена. По официальным данным, частично рассекреченным только в конце 1980-х годов, при штурме городского отдела милиции было убито 5 человек, при разгоне демонстрации — 17, ещё 70 человек получили тяжёлые огнестрельные ранения. Позже вечером 2 июня было убито ещё 2 человека.
На суде, состоявшемся в Новочеркасске 13—20 августа 1962 года, семерым из «зачинщиков» забастовки вынесли смертные приговоры, и они были расстреляны, 103 человека получили сроки от 2 до 15 лет лишения свободы.
В 1996 году все осуждённые были реабилитированы. В 1990-х годах новые власти назвали виновных, по их мнению, в расстреле — членов советского партийного руководства. Они избежали наказания, так как к тому времени уже умерли. Документы, опубликованные в книге А. В. Сушкова «Президиум ЦК в 1957—1964 гг. Личности и власть», показали, что указание подавить «антисоветский бунт» силой исходило лично от Никиты Хрущёва; второй секретарь ЦК Фрол Козлов ещё в Москве предлагал другие варианты разрешения ситуации.
Эти кровавые события рассматриваются как предвестник заката политической карьеры Никиты Хрущёва.

## Причины

Памятная доска на заводоуправлении НЭВЗ

К началу 1960-х годов в СССР сложилась тяжёлая экономическая ситуация. Из-за проблем в сельскохозяйственной и финансовой сферах в начале 1962 года в стране образовался острейший дефицит хлеба, круп, растительного масла, мяса, молока и других основных продуктов питания. В ряде регионов страны были введены карточки на большинство видов продовольственных товаров. В этих условиях руководство страны вынуждено было пойти на повышение цен на продовольствие с целью сгладить дисбаланс потребительского рынка. Хрущёвское руководство стремилось любыми способами добиться повышения рентабельности аграрного производства. В то же время для данных реформ такая мера была не подготовлена, так как предыдущая сталинская политика ежегодного снижения цен имела большу́ю поддержку советского народа.
Весной и в начале лета 1962 года недостаток хлеба из-за краха целинной эпопеи был настолько ощутим, что председатель Совета министров СССР Н. С. Хрущёв впервые решился на закупку зерна за границей.
1 июня 1962 года было опубликовано во всех центральных газетах Постановление ЦК КПСС и Совета Министров СССР «О повышении цен на мясомолочные продукты». Было решено повысить розничные цены на мясо и мясные продукты в среднем на 31 % и на сливочное масло — на 25-35 %. В газетах это событие преподнесли как «просьбу всех трудящихся». За три месяца до описываемых событий администрация Новочеркасского электровозостроительного завода на 10 % снизила расценки за тяжёлый труд, что привело к уменьшению заработной платы. Дирекция НЭВЗа почти на треть увеличила норму выработки для рабочих (в результате заработная плата и, соответственно, покупательная способность существенно снизились).
Повышение цен вызвало острую реакцию по всей стране. В Москве, Ленинграде, Киеве, Донецке, Днепропетровске и других городах появились листовки с призывами свергнуть «антинародную советскую власть». За исключением Новочеркасска дальше этих призывов события не пошли.
Новочеркасский электровозостроительный завод, располагавшийся в пригороде Новочеркасска, посёлке Будённовский, по сравнению с другими предприятиями города отличался технической отсталостью, здесь широко использовался тяжёлый физический труд, были плохие бытовые условия, высокая текучесть кадров. На заводе не решалась жилищная проблема, а плата за съём жилья у частников составляла 20-30 % от зарплаты рабочих. Поэтому администрация завода была готова нанимать на работу даже тех, кого больше никуда не принимали, включая вышедших из тюрьмы уголовников. Повышенная концентрация бывших заключённых в сталелитейном цехе на первой смене отчасти повлияла на остроту начальной стадии конфликта. На заводе в кузово-сборочном цехе ещё весной 1962 года рабочие три дня не приступали к работе, требуя улучшить условия труда, а в обмоточно-изоляционном цехе из-за низкого уровня техники безопасности отравились 200 человек.

## Хронология

### 1 июня. Начало событий

#### На заводе
Ранним утром начался стихийный митинг формовщиков сталелитейного цеха, которые обсуждали описанное выше постановление о повышении цен. Начальник цеха Чернышков и заведующий промышленным отделом Ростовского обкома Бузаев попытались успокоить митингующих и призвали начать работу. Однако со временем ситуация начала накаляться и к митингующим присоединились их товарищи из других цехов, в том числе кузово-сборочного цеха, где весной прошла аналогичная забастовка.
В 10:00 около 200 рабочих сталелитейного цеха прекратили работу и потребовали повышения расценок за свой труд. В 11 часов они направились к заводоуправлению, по пути к ним присоединились рабочие других цехов, в результате около заводоуправления собралось до 1000 человек.
Люди требовали от начальства ответа на вопрос «На что нам жить дальше?». Вскоре появился директор завода Борис Николаевич Курочкин. Вместо того, чтобы разобраться в ситуации, он в своём сумбурном выступлении, заметив невдалеке торговку пирожками, попытался разрядить обстановку шуткой: «Нет денег на пирожки с мясом — ешьте с ливером». По версии очевидца Николая Артёмова, директор произнёс другую фразу: «Вместе будем пирожками питаться» (директора советских предприятий и учреждений получали спецпайки в закрытых спецраспределителях, куда был закрыт вход простым рабочим, об этом все знали, но было запрещено говорить об этом публично, формально провозглашалось, что «все равны» и т. п.). Этим директор грубо оскорбил рабочих, что вызвало всеобщий гнев. Директора начали освистывать и выкрикивать в его адрес оскорбления, произошла нецензурная и крайне острая перепалка, которая закончилась бегством Курочкина. Сама же фраза послужила детонатором для последующих событий.
Забастовка начала охватывать остальной завод: услышав тревожный гудок, приходили люди из близлежащих районов и других предприятий. К 12 часам большая группа митингующих в количестве 300—500 человек с самодельными плакатами вышла с территории завода и собралась у здания заводоуправления. К этому времени в район конфликта уже прибыли второй секретарь Ростовского обкома партии Л. И. Маяков, председатель Ростовского облисполкома И. И. Заметин, глава Северо-Кавказского совнархоза В. А. Иванов и ряд других ответственных лиц. Им не удалось погасить разгоравшийся конфликт, количество бастующих к 13 часам превысило 4000 человек, они перекрыли железнодорожную магистраль, связывающую Юг России с центром РСФСР, остановив пассажирский поезд «Саратов-Ростов». На остановленном локомотиве кто-то написал: «Хрущёва — на мясо!». Пассажиры в поезде оставались в душных вагонах, без воды, хулиганы из числа протестующих били стёкла в вагонах, в толпе происходили драки с участием пьяных рабочих, бросали бутылки. Людей, которые призывали прекратить беспорядки, избивали — в том числе был избит главный инженер завода Н. С. Ёлкин. По словам очевидца Николая Артёмова, главного инженера сначала хотели сжечь, но его удалось отбить от толпы. В числе протестующих были двое ранее судимых рабочих в состоянии сильного опьянения, чьи «выступления» у поезда многим запомнились. Ближе к вечеру коммунистам и некоторым рабочим удалось уговорить пропустить поезд, но машинист побоялся ехать через толпу, и состав вернулся на предыдущую станцию.

#### Действия властей
Н. С. Хрущёву было доложено о забастовке в Новочеркасске. После переговоров с министром обороны СССР Р. Я. Малиновским, руководителями МВД СССР и КГБ СССР В. С. Тикуновым и В. Е. Семичастным он отдал приказ подавить «антисоветский бунт» всеми возможными средствами и в самый кратчайший срок.
Около 12:30 первый секретарь ростовского обкома партии А. В. Басов связался с командующим Северо-Кавказским военным округом генералом армии И. А. Плиевым, который был на военных сборах в Краснодаре. Прибыв в Ростов-на-Дону около 16:00, Плиев и начальник политуправления СКВО Д. Иващенко выслушали доклад заместителя начальника штаба Северо-Кавказского военного округа генерал-майора А. И. Назарько о просьбе местных властей выделить войска для подавления беспорядков. После этого они встретились с членом Президиума ЦК КПСС А. П. Кириленко, который накинулся на генералов с упрёками, что они бездействуют и «не вводят войска округа в Новочеркасск для пресечения митингов и демонстрации». Плиев возразил, что считает ввод войск на завод и в посёлок Будённовский нецелесообразным, при нём Кириленко связался по телефону с Хрущёвым и передал Плиеву его указание задействовать армию в подавлении бунта. Плиев передал приказ ниже.
Кириленко, Плиев и Иващенко приехали в Новочеркасск, расположившись в 1-м военном городке, где к тому времени был развёрнут временный командный пункт и куда позже прибыли из Москвы Ф. Р. Козлов, А. И. Микоян, Л. Ф. Ильичёв и Д. С. Полянский, а также секретарь ЦК КПСС, бывший председатель КГБ СССР А. И. Шелепин.
Около 19:00 в кабинет начальника штаба Северо-Кавказского военного округа лично позвонил министр обороны СССР маршал Р. Я. Малиновский, Плиева не застал и распорядился: «Соединения поднять. Танки не выводить. Навести порядок. Доложить!».

##### ВозлеНЭВЗ
К обеду 1 июня по распоряжению министра внутренних дел РСФСР В. С. Тикунова была поднята по тревоге и переброшена из Ростова-на-Дону в Новочеркасск (36 км) рота внутренних войск численностью 150 человек во главе с капитаном Пожидаевым, которая к 16:00 прибыла к заводу.
Ранее к 14:30 к заводоуправлению прибыло множество сотрудников госбезопасности, милиции и народной дружины города во главе с начальником Ростовского УКГБ полковником Ю. П. Тупиченко. Им удалось оттеснить часть митингующих от железной дороги и разблокировать пассажирский поезд, и его отогнали на близлежащую станцию.
К 16:00 на завод прибыл первый секретарь Ростовского обкома партии А. В. Басов, председатель облисполкома, председатель совнархоза, другие ответственные работники области, города и всё руководство завода.
Около 16:15 военнослужащие оцепили заводоуправление, капитан Пожидаев потребовал от митингующих немедленно разойтись, что те не выполнили. От перепалок с военными митингующие перешли к агрессивным действиям, нанося тычки и удары. Численность толпы намного превышала численность роты Пожидаева, так что через 5-10 минут солдаты и офицеры рассеялись в массе рабочих.
В 16:30 на балкон были вынесены громкоговорители. К народу вышли первый секретарь ростовского обкома Александр Басов, председатель ростовского облисполкома Иван Заметин, первый секретарь новочеркасского горкома КПСС Тимофей Логинов и директор завода Борис Курочкин. Толпа вначале немного успокоилась, но после того, как Басов вместо общения с народом и объяснения ситуации начал просто пересказывать официальное обращение ЦК КПСС, его начали освистывать и перебивать оскорбительными криками. Басов пытался продолжать, но от волнения у него, страдавшего астмой, перехватило горло. В него полетели бутылки, палки, толпа обзывала его «недобитой контрой». Пытавшегося взять после него слово директора Курочкина забросали камнями, металлическими деталями и бутылками. Ни милиция, ни КГБ не вмешивались в события, ограничиваясь наблюдением и скрытой съёмкой активных участников. Рабочие сорвали со здания заводоуправления портрет Хрущёва и подожгли его. Часть наиболее радикально настроенных рабочих начала штурмовать здание, попутно устраивая там погром и избивая пытавшихся мешать им представителей администрации завода. Здание заводоуправления было заблокировано, Басов оттуда стал созваниваться с военными, требуя помощи.
Тем временем митинг продолжался. Звучали требования: послать делегацию на электродный завод, отключить подачу газа с газораспределительной станции, выставить пикеты у заводоуправления, собраться на следующее утро в 5-6 часов и идти в город, чтобы поднять там восстание, захватить банк, телеграф, обратиться с воззванием по всей стране. Единого организационного ядра у бастующих не было. Многие действовали по своей личной инициативе.
С 18:00 до 19:00 к заводоуправлению были подтянуты сводные части милиции в форме, численностью до 200 человек. Около 19:00 произошла первая попытка подавления волнения силой. Милиция, состоявшая из безоружных сотрудников, попыталась оттеснить митингующих с территории завода, но была смята толпой, а трое милиционеров были избиты. А. В. Басова и остальных руководителей, которые оказались в заложниках у толпы на заводе, удалось вывести отряду спецназа, переодетому в гражданскую одежду.
Около 20:00 к зданию заводоуправления подъехали 5 машин и 3 БТРа с солдатами 505-го стрелкового полка под командованием капитана В. В. Сагина. Боевых патронов они не имели и просто выстроились возле машин. Толпа встретила военных агрессивно, но ограничилась лишь руганью и оскорблениями в их адрес. Солдаты не предприняли никаких активных действий и через некоторое время погрузились обратно в машины и уехали. В течение вечера и ночи митинг продолжался. На разведку несколько раз посылались отдельные небольшие группы военнослужащих, но всех их встречали агрессивно и изгоняли с завода. Военные в столкновения не вступали.

##### Нападение на газовую станцию
Большая группа рабочих и жителей Будённовского полностью заблокировала полотно железной дороги, перегородив его баррикадой.
Важную роль в событиях вечера 1 июня сыграл токарь Сергей Сотников (утром он выпил спирта, а затем — ещё две бутылки водки на троих). В состоянии алкогольного опьянения он предложил послать людей на электродный завод и завод № 17, а также отключить подачу газа на предприятия. Толпа из нескольких десятков человек во главе с Сотниковым направилась на газораспределительную станцию, где под угрозой расправы заставили оператора отключить подачу газа на промышленные предприятия. Под угрозой оказалось обеспечение газом всего Новочеркасска.
К станции выдвинулись два взвода из полка внутренних войск, которым удалось довольно быстро и бескровно вытеснить «захватчиков» из здания станции.
Затем группа во главе с Сотниковым отправилась на электродный завод, где стала бегать с криками по цеху, выключая оборудование и требуя от рабочих прекратить работу. Толпа разбежалась, когда один из работающих машинистов, которому они угрожали, заявил, что взорвёт насосно-аккумуляторную станцию.

##### Итоги дня
Работники милиции задержали и доставили в Новочеркасское городское отделение милиции около 30 хулиганствовавших участников погромов.
Когда к вечеру стало ясно, что власти не собираются применять никаких мер, митингующими было принято решение на следующий день пойти к горкому КПСС в центр города.
Узнав об этом, «штаб» по ликвидации ЧП на оперативном совещании с участием Шелепина, Плиева, Басова, Иващенко, Стрельченко (начальник УВД Ростовского облисполкома), Тупченко (начальник УКГБ по Ростовской области), Замулы принял решение заблокировать танками и бронетранспортёрами мост через реку Тузлов, отделяющую Будённовский от центра Новочеркасска, чтобы не допустить митингующих в центральную часть города.
По приказу генерала Плиева командир мотострелкового полка Михеев выставил на мосту и на подступах к нему танковую роту из 9-10 танков и нескольких БТР. Никаких распоряжений о возможном применении оружия против демонстрантов Плиев Михееву не отдавал, указав, чтобы все военнослужащие были со штатным оружием, но без боеприпасов.
Тем временем оружие и боеприпасы к рассвету 2 июня из Ростова-на-Дону были подвезены в Новочеркасск и выданы всему личному составу внутренних войск, привлечённых к защите зданий государственных и партийных органов, а также обеспечению безопасности жителей города. Для общего руководства этими частями и подразделениями была создана оперативная группа из офицеров штаба дивизии внутренних войск, которая первоначально выполняла указания и распоряжения непосредственно членов Президиума ЦК, секретарей ЦК КПСС и руководства КГБ, а после прибытия в Новочеркасск заместителя министра внутренних дел РСФСР Ромашова перешла под его командование.

### 2 июня. Разгон протестующих

##### Попытка блокировать манифестацию

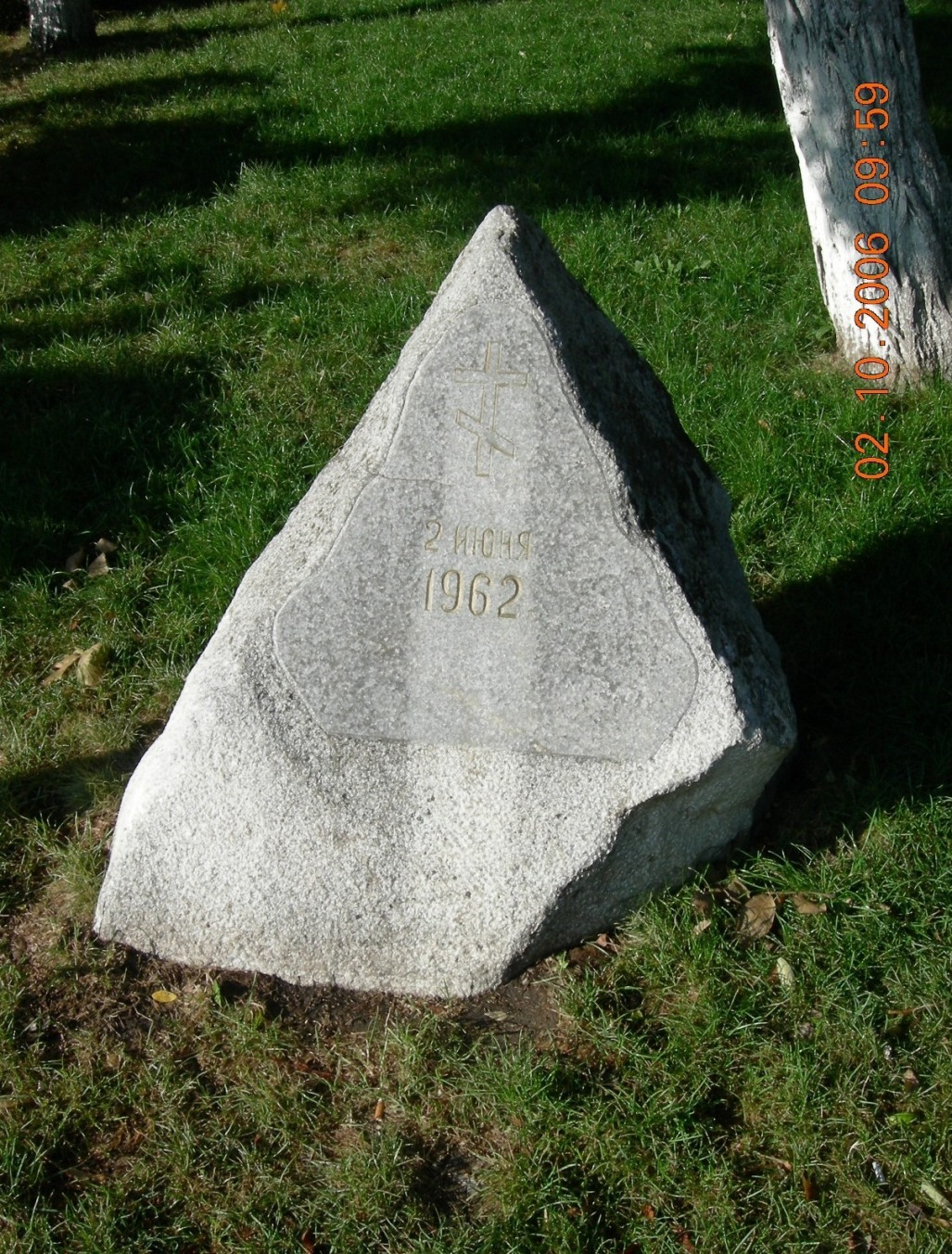
Камень-на-Крови, установленный на месте трагедии в Новочеркасске

В ночь с 1 на 2 июня в город вошли танки и солдаты. Танки вошли в заводской двор и стали вытеснять ещё остававшихся там людей, не применяя оружия. Среди собравшихся распространился слух, что несколько человек были задавлены гусеницами, и толпа стала бить тяжёлыми предметами по броне, пытаясь вывести из строя танки. В результате ранения получили несколько солдат. Но двор был очищен от митингующих. Ввод в город танков был воспринят народом крайне негативно, и ночью стали распространяться листовки, резко осуждавшие тогдашние власти и Хрущёва лично.
Утром рабочие остановили поезд «Москва-Баку», а затем под красными флагами и портретами В. И. Ленина двинулись в центр города, к зданию Новочеркасского горкома партии. Узнав об этом, Ф. Р. Козлов срочно связался по телефону с Н. С. Хрущёвым.
Хрущёву была доложена следующая информация:
«Нежелательные волнения продолжают иметь место в гор. Новочеркасске на электровозном заводе. Примерно к трём часам ночи после введения воинских частей толпу, насчитывающую к тому времени около четырёх тысяч человек, удалось вытеснить с территории завода и постепенно она рассеялась. Завод был взят под военную охрану, в городе установлен комендантский час, 22 зачинщика были задержаны».
Н. С. Хрущёв повторил вчерашний приказ: подавить «антисоветский бунт силой». Командующий войсками СКВО генерал армии И. А. Плиев передал этот приказ с командой атаковать демонстрантов танками, однако генерал М. К. Шапошников, которому предстояло выполнять этот приказ, заявил, что «не видит перед собой такого противника, которого следовало бы атаковать танками». Более того, опасаясь непосредственного применения оружия, М. К. Шапошников отдал приказ танкистам и мотострелкам разрядить свои автоматы и карабины и сдать все свои боеприпасы полковым и батальонным зампотехам.
За ночь все важные объекты города (почта, телеграф, радиоузел, горисполком и горком партии, отдел милиции, КГБ и Государственный банк) были взяты под охрану, а из Госбанка были вывезены все деньги и ценности. Появление на заводах солдат в больших количествах крайне возмутило многих рабочих, которые отказались работать «под дулом автоматов». Утром многочисленные толпы рабочих собирались во дворах заводов и заставляли иногда силой прекращать работу всех остальных. Опять было заблокировано движение поездов и остановлен состав. Через некоторое время с завода имени С. М. Будённого к центру города двинулась толпа, вначале состоявшая из рабочих, но по ходу следования к ней стали присоединяться случайные люди, в том числе и женщины с детьми:
«Совершенно секретно. Экз. № 1 ЦК КПСС …Движение по железной дороге 2 июня было прекращено. Под влиянием подстрекателей и провокаторов толпа, достав красные знамёна и портрет Ленина, в сопровождении детей и женщин направилась в город».

##### Наступление на центр
Примерно к 10 часам манифестанты подошли к мосту через Тузлов. Им навстречу вышли командир мотострелкового полка Михеев со старшими офицерами, предложившие прекратить шествие и разойтись. Однако этот призыв остался без ответа: масса людей спокойно перелезала через танки и БТРы, а часть людей перешла реку вброд. На другом берегу реки обе части соединились и продолжили движение к центру.
С утра в здании горкома партии находились члены Президиума ЦК Кириленко, Козлов, Микоян, Ильичёв, Полянский и Шелепин. Туда же срочно приехали генералы Ивашутин и Захаров из центрального аппарата КГБ СССР, заведующий отделом ЦК КПСС Степаков и его заместитель Снастин. Узнав, что демонстранты приблизились к площади Революции (в 4 км от центра), Козлов связался с Хрущёвым доложить обстановку и попросил, чтобы Хрущёв — через министра обороны и командующего войсками СКВО — отдал распоряжение на блокирование демонстрации армейскими силами, а также на пресечение возможных погромов и прочих эксцессов с помощью войск. Тем временем подразделения внутренних войск были приведены в полную боевую готовность.
По мере прохождения через город к толпе присоединялись студенты и жители города (среди которых были пьяные и маргиналы), общее поведение толпы стало определяться её наиболее агрессивной частью. Дойдя до зданий горкома и горисполкома, шествие потеряло признаки организованности. Толпа вышла на центральную улицу Ленина (ныне Московская), в конце которой располагались здания горкома партии и горисполкома. На этой же улице находились помещения отдела милиции, аппарата уполномоченного УКГБ, Госбанка.

##### Стрельба возле горкома
Приближение демонстрации сильно напугало находившихся в горкоме КПСС членов Президиума ЦК КПСС Ф. Р. Козлова и А. И. Микояна, а также А. П. Кириленко, Д. С. Полянского, А. Н. Шелепина, В. И. Степакова, В.И. Снастина и П. И. Ивашутина. Узнав, что танки не остановили колонну на мосту, они поспешили удалиться. Все они перебрались в Первый военный городок, где располагался временный штаб правительства. Произошло это в тот момент, когда демонстранты были в ста метрах от горкома.
Председатель горисполкома Замула и другие руководители предприняли попытку с балкона через мегафон обратиться к подошедшим с призывом прекратить дальнейшее движение и возвратиться на свои рабочие места. Но в стоявших на балконе полетели палки, камни, одновременно из толпы раздавались угрозы. Часть протестующих ворвалась внутрь здания и разбила стёкла окон, двери, повредила мебель, телефонную проводку, сбросила на пол люстры, портреты. Они избивали партийных и советских работников и сотрудников КГБ, которые были в здании. Несколько протестующих пробрались на балкон, выставив красное знамя и портрет Ленина, и начали выступать с требованиями о снижении цен. Их выступления проходили в сопровождении криков и угроз в адрес коммунистов, оскорблений солдат, в которых бросали палки и камни. Среди выступавших с балкона был ранее судимый и страдавший алкоголизмом рабочий совхоза А. Ф. Зайцев (прибыл в город из Волгоградской области для покупки краски для совхоза, но пропил казённые деньги и решил присоединиться к протестам), который призвал нападать на солдат и отбирать у них оружие. К погромам и расправам над военнослужащими также призывал ранее судимый и находившийся в состоянии алкогольного опьянения слесарь Михаил Кузнецов. С балкона горкома также выступила ранее судимая сторож стройуправления Екатерина Левченко, отличавшаяся скандальным поведением и склонностью к распространению слухов. Она призвала штурмовать отдел милиции, чтобы «освободить» якобы задержанных рабочих (никаких «задержанных» рабочих там не было). Примерно 30-50 человек направились к горотделу милиции. В их числе был пьяный Владимир Шуваев, который призывал убивать солдат и вешать коммунистов.
Очевидец событий Борис Казимиров говорил:

«Я тоже был их участником. Вышел со всеми на площадь. Правильно народ возмущался. А потом увидел, как появились милиционеры — без оружия. И вдруг крик из толпы: „Бей ментов!“ Камни стали выворачивать. И озверелая масса побежала убивать милиционеров. Вот тогда я бы сам стрелял по толпе».
Через 20 минут после захвата здания горкома-горисполкома на площадь прибыл на БТРах мотострелковый взвод под командованием старшего лейтенанта Дёмина. 45-50 его подчинённых попытались оттеснить толпу от здания горкома, однако их силы были малочисленны и результата это не дало, после чего Дёмин получил по рации команду вывести своих людей обратно к БТРам и отправить в казармы. Взвод Дёмина заменило подразделение спецназа внутренних войск из 50 автоматчиков, которым командовал начальник Новочеркасского гарнизона генерал-майор И. Ф. Олешко.
Два взвода внутренних войск смогли деблокировать здание, после чего военнослужащие выстроились в две шеренги лицом к митингующим. Генерал Олешко с небольшой группой солдат смог пройти внутрь и выбраться на балкон, откуда через мегафон он призвал собравшихся прекратить беспорядки и разойтись. Толпа ответила выкриками: «палач», «фашист» и т. д. и начала наступать на шеренгу военнослужащих. Олешко скомандовал оцеплению сделать несколько предупредительных выстрелов в воздух. Услышав залп, люди отхлынули, однако тут же кто-то закричал: «Не бойтесь! Стреляют холостыми!». Митингующие вновь начали напирать на солдат, кинулись вперёд, намереваясь то ли обезоружить, то ли смять оцепление. По заключению прокурорской экспертизы 1991 года, в тот момент особо буйствовавшие участники беспорядков пытались вырвать оружие из рук солдат. Те, отбиваясь и защищая своё оружие, вольно или невольно снимали автоматы с предохранителей и в горячке начинали стрелять. Пули хаотично полетели в гущу толпы, рикошетили от асфальта и стен домов. Олешко отчаянно пытался остановить стрельбу криком и руганью, но в суматохе его приказы не были слышны. 10-15 демонстрантов упало, после чего остальные начали разбегаться. В ликвидации беспорядков также приняли участие соединения 89-й дивизии внутренних войск полковника Е. А. Пожидаева, в частности, 505-й полк подполковника Н. М. Малютина и 98-й отдельный батальон майора А. А. Тюрина. После выстрелов и первых убитых толпа в панике побежала прочь. На площади погибли 17 человек.

##### Стрельба в горотделе милиции. Жертвы
Одна из наиболее агрессивных групп митингующих двинулась к горотделам милиции и госбезопасности с целью освобождения задержанных накануне товарищей и овладения оружием. Городское отделение милиции было окружено, охранявшие его военнослужащие внутренних войск пытались укрепиться внутри, но нападавшие прорвались туда через выбитые окна и разбитые двери, заняв первый этаж здания. Оборонявшиеся были оттеснены на второй этаж, где, используя узкие лестницы и крепкие стены, старались преградить доступ нападавших к оружейной комнате и хранилищу оперативных документов. Одному из демонстрантов удалось вырвать автомат из рук рядового Репкина; нарушитель попытался открыть огонь, но автомат был поставлен на предохранитель, произошла заминка. Ею воспользовался рядовой Азизов, открывший по завладевшему автоматом огонь на поражение. При стрельбе длинной очередью в режиме автоматического огня солдат убил четверых и ранил ещё нескольких погромщиков. Это заставило их отступить, солдаты внутренних войск и милиционеры начали теснить нападавших и задержали около 30 человек.

##### Нападение на Госбанк
Здание Госбанка также подверглось нападению протестующих, против которых выступили два взвода спецназа внутренних войск. В течение часа они смогли освободить здание Госбанка, применяя стрельбу в воздух. При освобождении здания происходили рукопашные схватки, в которых имелись пострадавшие с обеих сторон.

##### Донесение Плиева
5 июня 1962 года командующий войсками СКВО Плиев и начальник политуправления Иващенко в шифротелеграмме на имя министра обороны Р. Малиновского, начальника Главного политического управления и главкома Сухопутных войск, сообщили, что среди участников беспорядков было убито 22 и ранено 39 человек, среди военнослужащих были ранены 6 офицеров, 9 солдат и сержантов (подполковник Пелевин, младший сержант Новиков и ефрейтор Абдурахимов были госпитализированы). Более 40 военнослужащих получили травмы и ушибы различной тяжести. Также были зафиксированы небольшие повреждения танков, БТР, автомобилей и средств связи.

##### Версии о пострадавших детях
Ряд журналистов, ссылаясь на очевидцев, писал, что в результате стрельбы были ранены или убиты дети, хотя в официальном списке погибших информации о детях нет. Журналист газеты «Труд» Вадим Карлов в 2007 году писал:

«Очевидцы рассказывают, что после выстрелов посыпались, как груши, любопытные мальчишки, забравшиеся на деревья в скверике. Сидел среди ветвей и будущий генерал двенадцатилетний Саша Лебедь. Жил он на соседней улице Свердлова, которая теперь названа его именем, всего в квартале от горкома. Естественно, не мог не прибежать и не поглазеть. Он сам об этом потом рассказывал, когда приезжал в город во время персональной президентской кампании. О том, как после первых выстрелов кубарем скатился вниз, как каким-то чудом перемахнул через высоченный забор. Видел вроде бы и убитых малышей. Тому есть и другие косвенные подтверждения. Очевидцы вспоминают про рассыпанную обувь и белые детские панамки: они валялись по всей кроваво-грязной площади.

Правда, в опубликованных списках жертв мальчишки не значатся. Не заявляли о пропавших детях и их родители. Боялись или мы об этом не знаем? А может быть, потому, что к площади прибежали сироты (детский дом располагался как раз на Московской)?»
В программе «Сегодня» телеканала «НТВ» в 2007 году приводились слова Николая Степанова, представленного участником событий 1962 года: «Две девочки, и ещё кто-то лежал, кто — не знаю. Я говорю — глянь, что это такое? Детей постреляли!».
Журналист-обозреватель «Ведомостей», историк Павел Аптекарь в 2007 году писал: «Автоматчики дали несколько очередей в воздух, но задели несколько человек, в том числе мальчишек, следивших за событиями с деревьев».

### 3 июня
Хотя накануне вечером по местному радио выступил Анастас Микоян, все его призывы и увещевания не были услышаны. Волнения в городе не прекратились. Отдельные митингующие бросали камни в проезжавших солдат, пытались заблокировать движение по улицам. Не было внятной информации о случившемся, по городу ползли самые жуткие слухи о людях, расстрелянных из пулемётов чуть ли не сотнями, о танках, давивших толпу. Некоторые призывали убивать уже не только руководителей, но и всех коммунистов и «всех очкастых». В городе стали транслировать записанное на магнитофон обращение Микояна. Оно не успокоило жителей, а вызвало только раздражение.
3 июня многие продолжали бастовать, а перед зданием горкома опять начали собираться люди, численностью до 500 человек. Они требовали отпустить задержанных в результате уже начавшихся арестов. Около 12:00 власти начали активную агитацию с помощью лояльных рабочих, дружинников и партактива, как в толпе, так и на заводах. После чего по радио выступил Ф. Р. Козлов. Он возложил всю вину за произошедшее на «хулиганствующих элементов», «застрельщиков погромов», и представил ситуацию так, что стрельба у горкома началась из-за просьбы девяти представителей митингующих о наведении порядка в городе. Также он пообещал некоторые уступки в торговле и нормировании труда. В результате принятых мер, а также начавшихся арестов (в ночь с 3 на 4 июня было задержано 240 человек) ситуация постепенно нормализовалась.
Так как большие толпы горожан вновь начали собираться у горотделов милиции и госбезопасности, И. А. Плиев отдал приказ о введении комендантского часа, переломив ситуацию в пользу властей в течение суток.

## Последствия

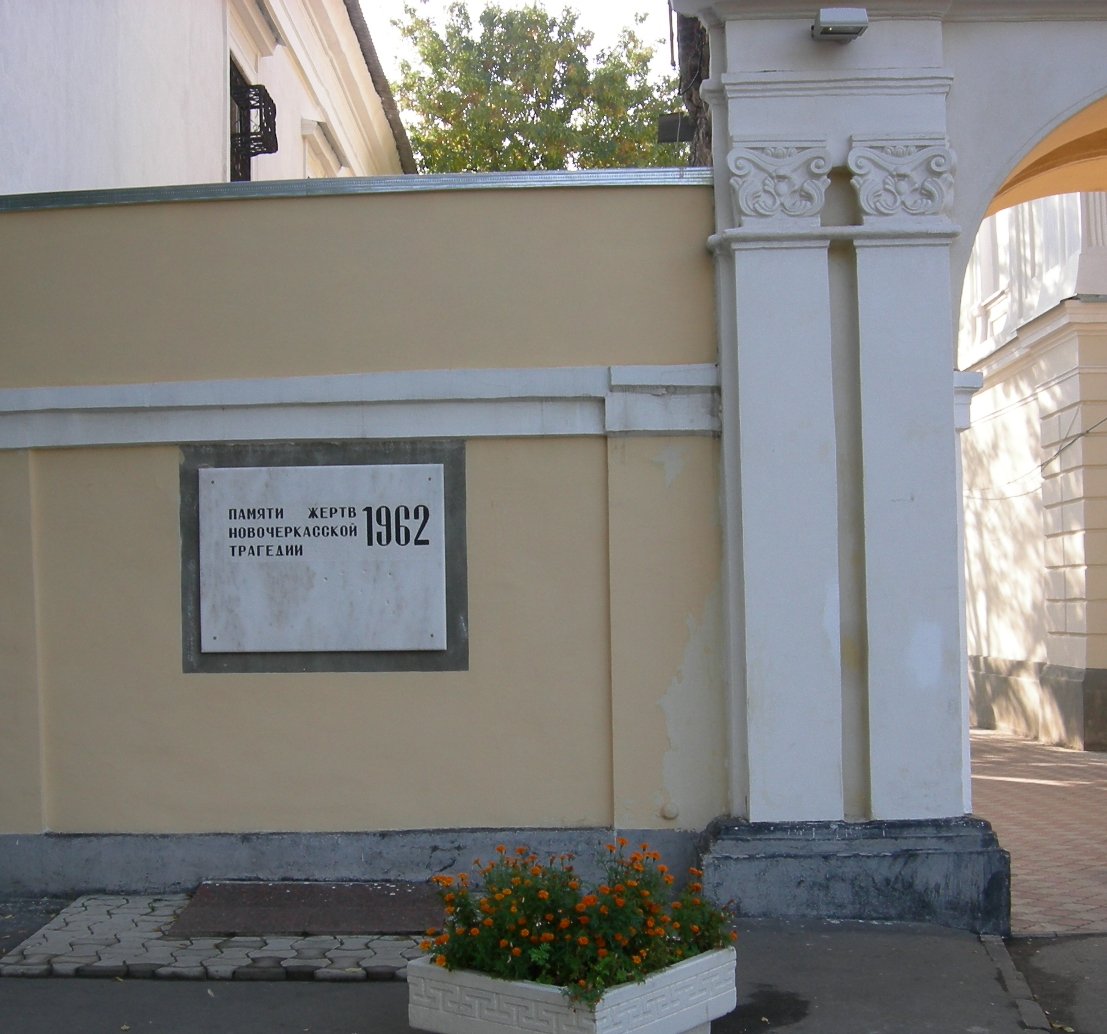
Мемориальная доска на Дворцовой площади города Новочеркасска, где разворачивались основные события трагедии 1962 года

### Жертвы
В больницы города с огнестрельными ранениями обратились 45 человек, хотя только по официальным данным 70 человек получили тяжёлые огнестрельные ранения.
На площади были убиты 22 человека, ещё 2 человека были убиты вечером 2 июня при невыясненных обстоятельствах (по официальным данным). Все тела погибших поздно ночью вывезли из города и похоронили в чужих могилах, на разных кладбищах Ростовской области — в посёлке Марцево были захоронены П. Я. Вершеник, Ю. Ф. Тимофеев, В. П. Линник, В. И. Мисетов, А. Д. Грибова, А. М. Зверева, А. Б. Артющенко, В. В. Тинин; в посёлке Тарасовский — В. С. Драчёв, М. Г. Шахайлов, К. К. Келеп, В. К. Карпенко, Е. И. Слепкова, В. В. Гриценко, В. Ф. Федорков, В. В. Константинов; под Новошахтинском — Г. Н. Терлецкий, В. А. Ситников, Ф. Г. Лиманцев, В. П. Ревякин, А. Н. Дьяконов, В. И. Соловьёв, А. Э. Шульман. Спустя 30 лет, в 1992 году, когда документы были рассекречены и сняты расписки, которые давали свидетели событий, останки 20 погибших нашли на кладбище Новошахтинска, все останки были идентифицированы и захоронены на Новом кладбище Новочеркасска.
Ольга Ефремовна Артющенко, мать убитого пятнадцатилетнего подростка, рассказывает: 

«… Ну пришла я в милицию. В милиции сказали, нужно идти в горсовет. Пришла в горсовет — там Сиротин, секретарь. Такой худой какой-то. Говорит: что ты хочешь? Говорю: да убили у меня мальчика, отдайте хоть тело. А он говорит, здесь никто не стрелял, никто никого не убивал… Молодой человек подошёл, забрал меня и рот мне закрывал… И до военных повёл. А там ничего не могут сказать. Говорят, ну придите завтра. Я и завтра ходила. И это… Сиротина побила. И меня отправили в нервное отделение. Там недалеко, в психдом».
Согласно донесению штаба Северо-Кавказского военного округа министру обороны СССР, во время беспорядков 15 военнослужащих получили ранения, около 40 — ушибы и побои. Сведения о пострадавших сотрудниках МВД и военнослужащих внутренних войск не публиковались.

### Кадровые
Наказаниям подверглись и некоторые из местных управленцев. Б. Н. Курочкина исключили из партии и сняли с должности директора. Его место занял популярный у рабочих Павел Иванович Аброскин. Все остальные получили «строгий выговор с занесением в учётную карточку», в том числе первый секретарь Новочеркасского горкома Т. С. Логинов, второй секретарь В. В. Захаров и третий секретарь В. Ф. Осипенко, а также глава горисполкома В. А. Замула.

## Попытки сокрытия
Информация о новочеркасских событиях в СССР была засекречена по решению Президиума ЦК КПСС.

Расписка
Я, милиционер Каменского ГОМ, даю настоящую расписку в том, что я обязуюсь выполнить правительственное задание и выполнение его хранить как государственную тайну. Если я нарушу эту настоящую подписку, то буду привлечён к высшей мере наказания — расстрелу в 16 часов 30 минут 4 июня 1962 года.
(Орфография оригинала сохранена).

Тем не менее 19 октября того же года статья о произошедших событиях появилась в американском журнале Time. До этого также были короткие заметки в британских и французских газетах и на Радио «Свобода».
В 1978 г. Радио "Свобода" передало фрагмент книги Солженицына "Архипелаг ГУЛАГ", в котором описывался новочеркасский расстрел.
Первые публикации в СССР появились в открытой печати только в конце 1980-х годов, в годы Перестройки. В ходе исследования документов и свидетельств очевидцев было установлено, что часть документов пропала, никаких письменных распоряжений не было обнаружено, а истории болезней многих пострадавших исчезли. Это усложняет установление точной численности убитых и раненых.
Уникальные фотографии из уголовных дел, использовавшиеся для опознания «инакомыслящих» и пролежавшие 27 лет в секретных архивах, были извлечены оттуда на четвёртом году Перестройки и исчезли на пятом. В 1990 году при пересылке восьми томов «Новочеркасского дела» из Главной военной прокуратуры в Прокуратуру СССР фотографии бесследно пропали. Сохранились лишь их отсканированные копии, которые сделал военный прокурор, подполковник юстиции Александр Третецкий.
В январе 1991 года для встречи с бывшим начальником Каменского УГРО, участвовавшим в тайном захоронении убитых демонстрантов, съёмочная группа газеты «Комсомольская правда» проехала 120 километров , однако за полчаса до этого его увезли некие «представители местной власти». И объяснялось это просто: на автобазу, обеспечивавшую киногруппу транспортом, регулярно звонили — справлялись о маршрутах.

По мнению журналиста Би-би-си, для замалчивания событий в обозначении серии выпускавшихся на НЭВЗе электровозов заменили литеру «Н» («Новочеркасск») на «ВЛ» («Владимир Ленин»).
Только в 1992 году были рассекречены документы и сняты расписки, которые давали свидетели событий.

## Суд
13-20 августа 1962 года в Новочеркасске состоялся открытый судебный процесс выездной сессии Верховного Суда РСФСР над самыми активными участниками «волнений», с привлечением к ответственности по статьям 77 и 79 УК РСФСР. Они были выявлены благодаря агентам, которые специально делали фотографии возмутившейся толпы. Тех, кто на этих снимках шёл в первых рядах и вёл себя наиболее активно, вызывали в суд. Им были предъявлены обвинения в бандитизме, массовых беспорядках и попытке свержения советской власти, почти все участники признавали себя виновными.
7 человек были приговорены к смертной казни и расстреляны, остальные 103 получили сроки заключения от 2 до 15 лет с отбыванием в колонии строгого режима.
Приговорены к расстрелу:
- Зайцев Александр Фёдорович, 1927 г. р.
- Коркач Андрей Андреевич, 1917 г. р.
- Кузнецов Михаил Александрович, 1930 г. р.
- Мокроусов Борис Николаевич, 1923 г. р.
- Сотников Сергей Сергеевич, 1937 г. р.
- Черепанов Владимир Дмитриевич, 1933 г. р.
- Шуваев Владимир Георгиевич, 1937 г. р.

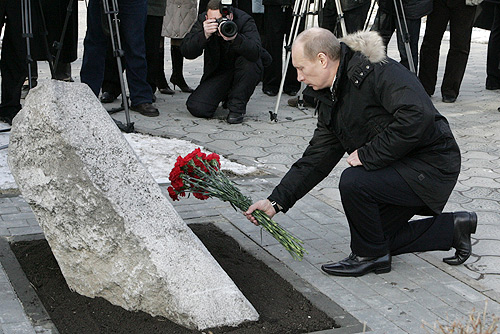
Президент РФ Владимир Путин возлагает цветы к памятному знаку «Жертвам новочеркасской трагедии 1962 года»,
1 февраля 2008 года

### Реабилитация осуждённых
После отстранения от должности Первого секретаря ЦК КПСС Н. С. Хрущёва «по состоянию здоровья» многие осуждённые были освобождены из мест лишения свободы, однако официально реабилитация состоялась лишь в конце 1980-х годов. Шестеро из расстрелянных были полностью реабилитированы, одному было оставлено обвинение в хулиганстве (максимум, что ему полагалось по действовавшему законодательству — 3 года лишения свободы).
Генерал Шапошников был окончательно освобождён от уголовной ответственности, но восстановления в партии он дождался лишь в 1988 году.
Реабилитация всех осуждённых произошла в 1996 году, после вступления в силу указа Президента Российской Федерации Б. Н. Ельцина от 8 июня 1996 года № 858 «О дополнительных мерах по реабилитации лиц, репрессированных в связи с участием в событиях в городе Новочеркасске в июне 1962 года».

## Уголовное дело 1992 года против инициаторов расстрела
Главная военная прокуратура Российской Федерации в 1992 году возбудила по факту новочеркасского расстрела уголовное дело против Хрущёва, Козлова, Микояна и ещё восьми человек, которое было прекращено в связи со смертью фигурантов.

## В массовой культуре

### Кинематограф

#### Художественные фильмы
- 1990 — «Уроки в конце весны» («Мосфильм», режиссёр Олег Кавун). События во время Хлебного бунта в 1964 году.
- 1992 — «Разыскивается опасный преступник» (Киностудия имени М. Горького, режиссёр Георгий Гахокия).
- 2012 — «Однажды в Ростове» (телесериал, режиссёр Константин Худяков), первые две серии описывают события в Новочеркасске.
- 2020 — «Дорогие товарищи!» (режиссёр Андрей Кончаловский).

#### Документальные фильмы
- Документальный фильм «Расстрел на площади. 1962 год» из цикла «XX век. Русские тайны» (премьера 15 июня 1996 года на канале НТВ).
- Документальный фильм Глеба Пьяных «Пуля-дура» (премьера 2 июня 2012 года на канале НТВ).
- Сюжет в телепрограмме «Военная тайна» (РЕН ТВ, эфир от 18 июня 2012 года).
- Сюжет в документальной передаче «Легенды СССР. Рождение и смерть Советской колбасы» РЕН ТВ.
- Сюжет в документальном цикле «Время великих обманов» (ТРИТЭ, 1996).
- Документальный фильм «Самый кровавый день в СССР / Как расстреляли митинг в 1962 году / Новочеркасск» (The Люди, 2021)